# Oken (cráter)

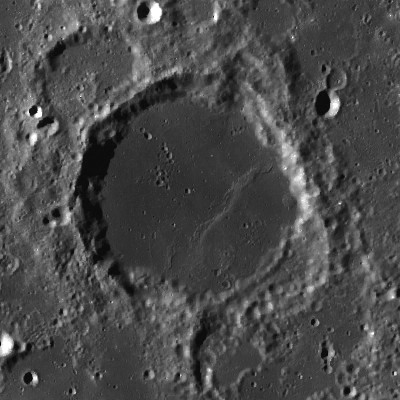
Fotografía de la misión Lunar Reconnaissance Orbiter

Oken es un cráter de impacto situado cerca del terminador suroriental de la Luna. Normalmente es visible desde la Tierra, pero presenta un escorzo considerable y se halla dentro de la región de la superficie que está sujeta a libración. Al sur y al este del cráter se encuentra el amplio y desigual Mare Australe, que se extiende hasta la cara oculta de la Luna.
|  |

El interior de este cráter fue inundado por la lava basáltica, produciendo una superficie casi a nivel, con un bajo albedo. Una serie de pequeños cráteres marca esta superficie, particularmente en el sector noroeste. El anillo de montañas circundante ha sido erosionado por sucesivos impactos, y posee una configuración algo distorsionada respecto a una verdadera forma circular. Presenta una amplia protuberancia en el borde hacia el sureste, donde la superficie es más baja y más resistente. También se localizan pequeñas protuberancias hacia el suroeste y el noroeste. El brocal está marcado por una serie de pequeños impactos, particularmente al suroeste.

## Cráteres satélite
Por convención estos elementos son identificados en los mapas lunares poniendo la letra en el lado del punto medio del cráter que está más cercano a Oken.
|      | \| Oken \| Coordenadas \| Diámetro \| \| ---- \| ----------------------------- \| -------- \| \| A \| 43°12′S 71°18′E / -43.2, 71.3 \| 36 km \| \| E \| 46°06′S 78°54′E / -46.1, 78.9 \| 12 km \| \| F \| 44°24′S 71°30′E / -44.4, 71.5 \| 21 km \| \| L \| 43°06′S 78°12′E / -43.1, 78.2 \| 10 km \| \| M \| 41°48′S 75°24′E / -41.8, 75.4 \| 7 km \| \| N \| 42°24′S 74°30′E / -42.4, 74.5 \| 40 km \| |          |
| Oken | Coordenadas | Diámetro |
| A    | 43°12′S 71°18′E / -43.2, 71.3 | 36 km    |
| E    | 46°06′S 78°54′E / -46.1, 78.9 | 12 km    |
| F    | 44°24′S 71°30′E / -44.4, 71.5 | 21 km    |
| L    | 43°06′S 78°12′E / -43.1, 78.2 | 10 km    |
| M    | 41°48′S 75°24′E / -41.8, 75.4 | 7 km     |
| N    | 42°24′S 74°30′E / -42.4, 74.5 | 40 km    |